# Sommesnil
 Sommesnil  es una población y comuna francesa de la región de Alta Normandía, situado en el departamento de Sena Marítimo, distrito de Le Havre y cantón de Ourville-en-Caux.

## Demografía
| 106 | 80 | 64 | 62 | 66 | 84 |
| Para los censos de 1962 a 1999 la población legal corresponde a la población sin duplicidades (Fuente: INSEE [Consultar]) |    |    |    |    |    |